# Мухаммад XI ибн Мухаммад
Мухаммад XI ибн Мухаммад (араб. محمد بن محمد‎; ум. 1454) — правитель Гранадского эмирата (1453—1454).

## Биография
Сын гранадского эмира Мухаммада VIII (1409—1431), правившего в 1417—1419, 1427—1429 годах.
После поражений гранадского эмира Мухаммада IX во время кампании в Мурсии в 1451 году могущественный род Абенсераги провозгласил своим кандидатом на престол Абу Насра Сада аль-Мустаина в западной части эмирата. На востоке эмирата с центром в Малаге новым эмиром был объявлен Мухаммад XI. В 1452 году последний потерпел поражение от Мухаммада IX.
В начале 1454 года скончался Мухаммад IX. Его сторонники признали новым эмиром Мухаммада XI, под контроль которого перешли города Гранада, Малага и Альмерия. Его противник Абу Наср Сад, признававший себя вассалом Кастилии, контролировал западную часть эмирата с центром в Ронде.
В 1454 году гранадский эмир Мухаммад XI заключил перемирие с Кастильским королевством, невыгодное для самого эмирата. После этого многие приверженцы перешли на сторону его противника Абу Насра Сада. В августе того же года Абу Наср Сад разорвал вассальные отношения с Кастилией и при поддержке рода Абенсераги захватил Гранаду, откуда Мухаммад бежал в Малагу.
Вскоре после этого он был побежден и взят в плен Абу-ль-Хасаном Али, старшим сыном и наследником Сада. Свергнутый эмир Мухаммад был доставлен в Альгамбру, где его казнили вместе со всей семьей.